# Scopula froitzheimi
Scopula froitzheimi är en fjärilsart som beskrevs av Edward P. Wiltshire 1967. Scopula froitzheimi ingår i släktet Scopula och familjen mätare. Inga underarter finns listade.